# Winterhuder Marktplatz

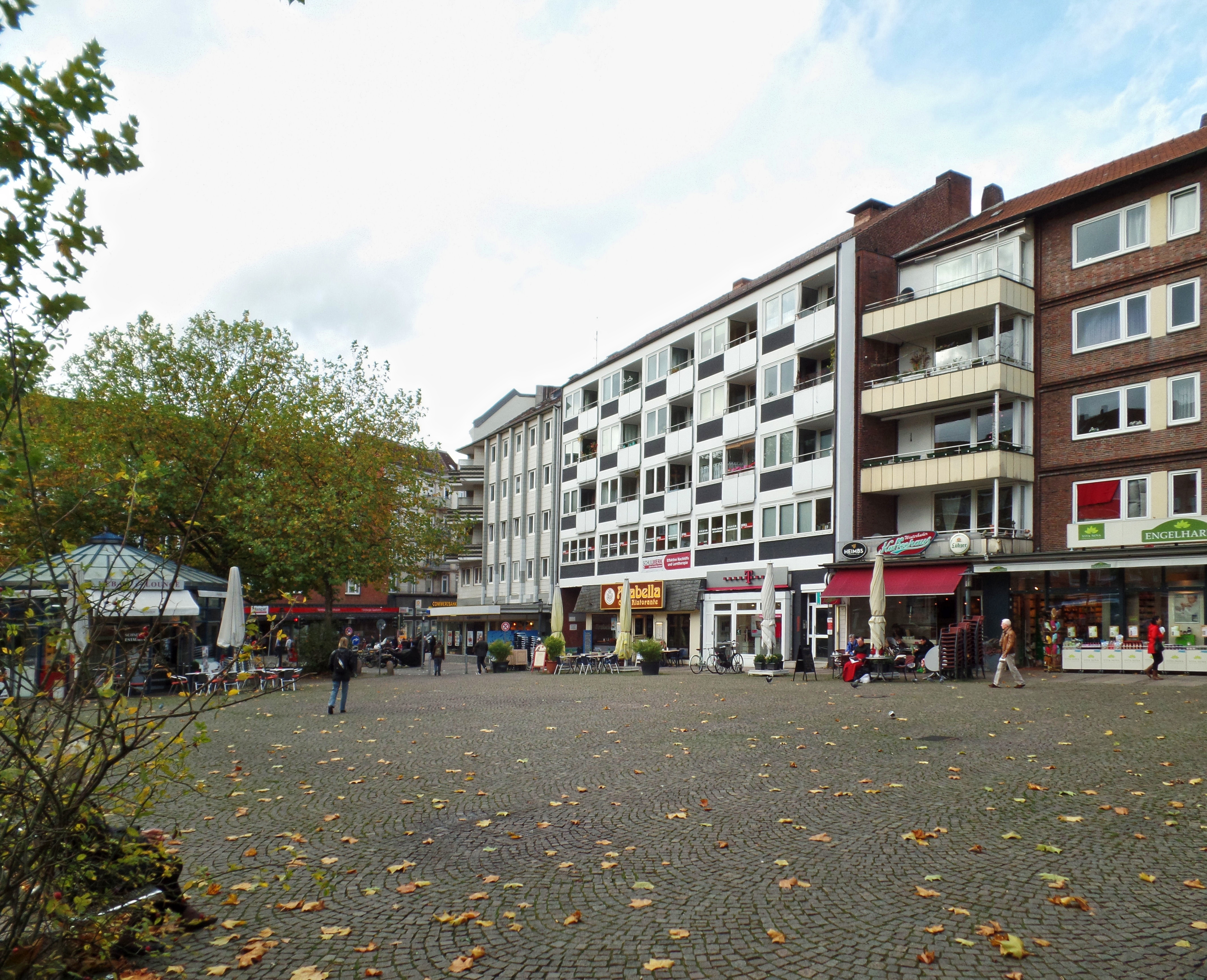
Winterhuder Marktplatz, Nordseite

Der Winterhuder Marktplatz ist ein ca. 125 × 65 m großer Platz im Hamburger Stadtteil Winterhude. Als Teil der über den Platz führenden Bundesstraße 5 gehört er zum Hauptverkehrsstraßennetz von Hamburg und trägt die amtliche Schlüsselnummer W321. Auf einem Teil des Platzes werden regelmäßig Wochenmärkte abgehalten.

## Lage und Geschichte

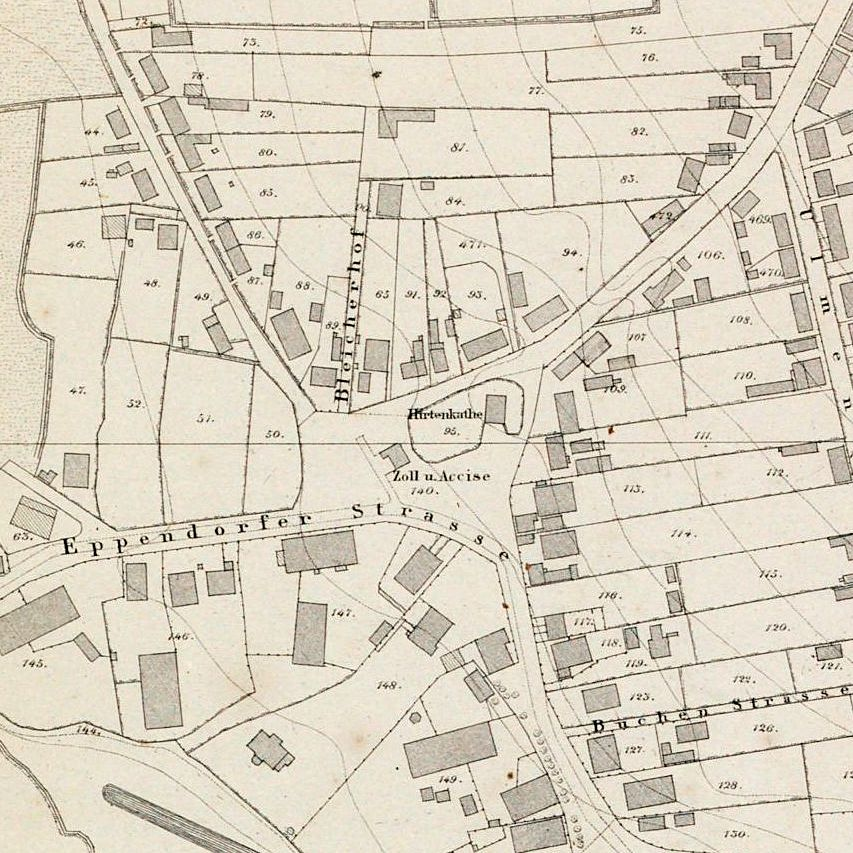
Winterhude 1867: Dorfplatz mit „Hirtenkathe“ und Zoll- und Accise-Haus

Der Platz liegt im traditionellen Zentrum von Winterhude und ist ein Teil der Bundesstraße 5, die durch Winterhude führt. Im Nordwesten beginnt die Alsterdorfer Straße, im Nordosten die Ohlsdorfer Straße. Von Westen führt die Hudtwalckerstraße, von Süden die Barmbeker Straße auf den Winterhuder Marktplatz zu. Seinen heutigen Namen trägt der Platz seit 1900. Zuvor hieß er „Bei der Friedenseiche“ bzw. „Hirtenkatenplatz“, da sich hier eine kleine Hütte als Rückzugsort für die Hirten des Dorfes befand. Der südliche Rand des Platzes gehörte zur damaligen Eppendorfer Straße. 1865 wurden ein Steuerposten- und ein Spritzenhaus errichtet. Rund um den Platz lagen die Bauernhöfe der sieben Vollhufner des Dorfes. Nach dem Abbruch der ursprünglichen Bebauung 1899 wurde der Platz bepflanzt. Heute stellt der Winterhuder Marktplatz das gesellschaftliche Zentrum des nördlichen Winterhudes und das Herz des Stadtteils dar. Direkt am Marktplatz und in den direkt angrenzenden Straßen befindet sich eine größere Anzahl unterschiedlichster Restaurants. Am Westrand des Marktplatzes hin zur Alsterdorfer Straße befinden sich unter anderem eine Apotheke und eine Filiale der Hamburger Sparkasse. Im Südosten hat sich an der Einmündung der Barmbeker Straße eine Zweigstelle der Sparda-Bank angesiedelt. Die ehemals an der Ecke zur Ohlsdorfer Straße befindliche Filiale der Deutschen Bank wurde aufgegeben.
1956 wurde der Platz umgestaltet, so dass der Autoverkehr nunmehr in Form eines Kreisverkehrs um den Platz herumgeführt wurde. Außerdem wurde die Straßenbahnanlage neu gestaltet und mit einem Warteraum, Toilette und Telefon ausgestattet. Der Taxiverkehr erhielt eine eigene Haltespur an der Einmündung der Ohlsdorfer Straße, die auch heute noch besteht. Die früher für den Platz namensgebende Friedenseiche von 1871 musste für den Umbau gefällt werden. Mitte der 1980er Jahre, als 50.000 Fahrzeuge täglich den Platz befuhren, wurde die Verkehrsführung erneut geändert, und der Kraftverkehr wird nun auf der Südseite des Marktes entlanggeführt. Auf der dadurch vergrößerten Platzfläche wurden zwei Pavillons errichtet und Bänke aufgestellt. Die Fläche wurde mit Granitsteinen gepflastert.
Nördlich des Platzes befand sich über Jahrzehnte eine Filiale des VW-Vertragshändlers „Raffay“ mit einer Reparaturwerkstatt. Nach Stilllegung des Betriebes 2006 wurden auf dem Gelände zur Himmelstraße hin Wohnungen gebaut. Im Osten des Marktplatzes besteht seit 1989 ein Einkaufszentrum. Aus diesem sendet seit April 1996 der private Radiosender Energy 97,1. In dem Gebäude befinden sich neben Ladengeschäften auch eine Bücherhalle, sowie Ärzte, Rechtsanwälte und ein Fitnessstudio. Direkt neben dem Einkaufszentrum steht seit 1953 die Firmenzentrale des 1926 gegründeten Elektrofilialisten „Buddenhagen & Söhne“. In der damaligen Glocken-Apotheke, die sich an der Südostecke des Platzes befand, wurde 1978 die RAF-Terroristin Christine Kuby festgenommen, als sie mit einem gefälschten Rezept Schmerzmittel für Peter-Jürgen Boock erwerben wollte. Bei der Festnahme verletzte sie einen Polizisten durch Schüsse und wurde ihrerseits ebenfalls verletzt.

## Wochenmarkt
Der seit dem Umbau 1985/86 freie Platz ist ein Teil des Gesamtbereiches Winterhuder Marktplatz und wird dreiseitig von Laubbäumen umrahmt. Seither finden dort auch Wochenmärkte statt. Derzeit werden am Mittwoch und Sonnabend „normale“ Wochenmärkte und am Freitag ein Biowochenmarkt abgehalten. Die nördliche Grenze bildet eine Häuserreihe mit Geschäften. Darunter befinden sich ein Edeka-Markt, ein Restaurant, ein Reformhaus und eine SB-Bankstelle. Zahlreiche weitere Geschäfte und Einkaufsmöglichkeiten sind in unmittelbarer Nähe gegeben, ebenso der Stadtpark mit dem Planetarium und die Alster.

## Verkehr

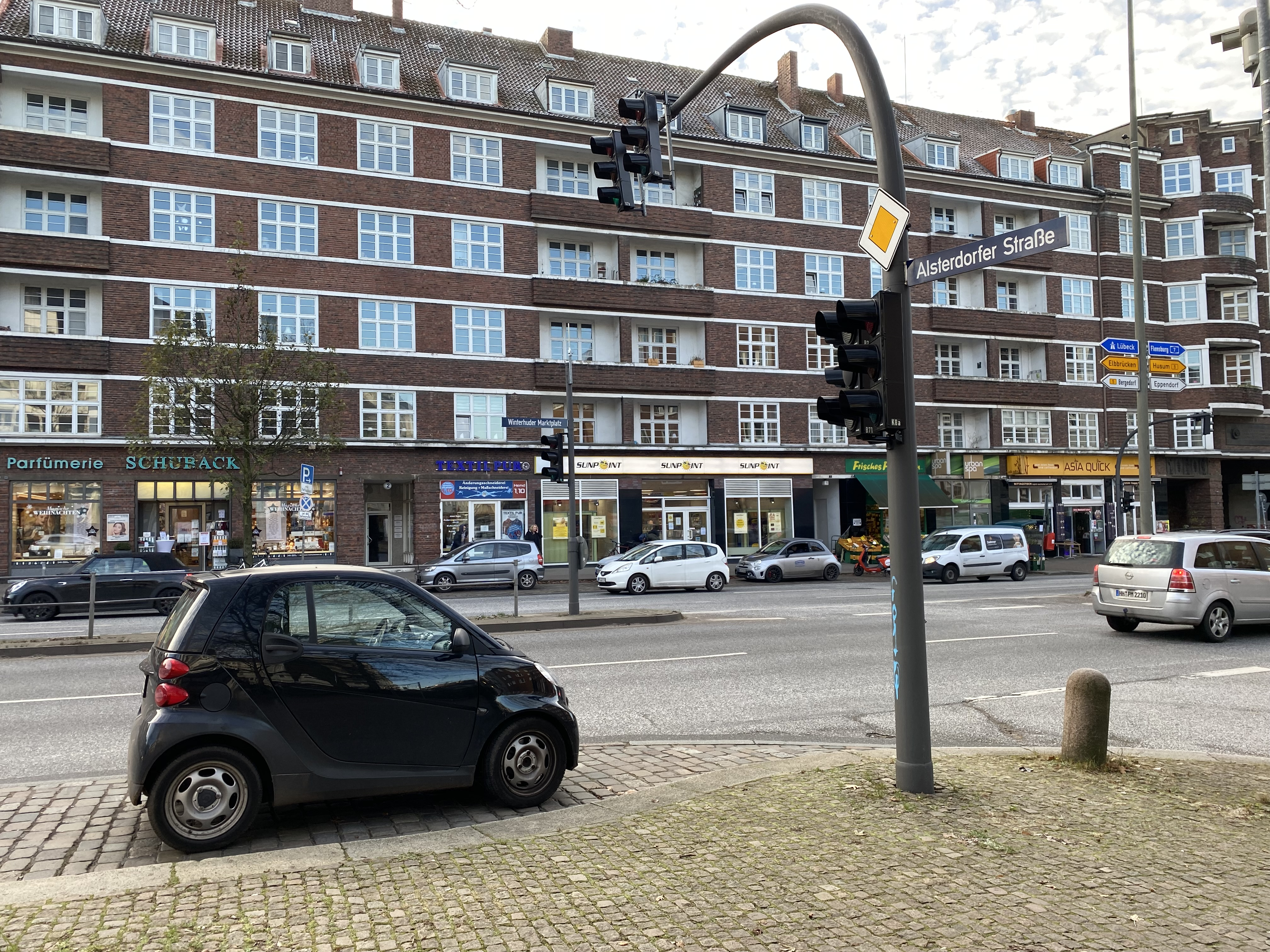
Südseite des Winterhuder Marktplatzes mit den denkmalgeschützten Häusern 1 und 2

Ab 1960 fuhr erstmals eine Buslinie (Poppenbüttel – Innenstadt) über den Platz. Der Winterhuder Marktplatz wird derzeit von sieben Buslinien angefahren, darunter vier Metrobus- eine Expressbus- und zwei Nachtbuslinien. Fußläufig entfernt befindet sich der U-Bahnhof Hudtwalckerstraße an der U-Bahn-Linie 1. Die nächstliegende Parkmöglichkeit befindet sich im Parkhaus Winterhuder Marktplatz 6/7.
Nachdem bereits zuvor die Pferdebahn der Straßen-Eisenbahn-Gesellschaft den Winterhuder Marktplatz bediente, wurde die Linie 18, die vom Rathausmarkt aus einmal rund um die Alster führte, 1895 elektrifiziert. 1896 folgte die von derselben Gesellschaft betriebene Linie 28 vom Markt nach Ohlsdorf. Über die Jahre entwickelte sich der Winterhuder Markt zum Knotenpunkt für Straßenbahnen in verschiedene Richtungen. So wurde ab 1931 auch der Flughafen von hier aus bedient. Die Ringlinie wurde 1954 aufgelöst. Nunmehr fuhren die Linien 9 (Flughafen – Winterhuder Markt – Mittelweg – Innenstadt – Mundsburg – Barmbek – Bramfeld), 14 (Landungsbrücken – Schanzenstraße – Eppendorf – Winterhuder Markt – Mundsburg – Berliner Tor – Veddel), 15 (Altona – Schulterblatt – Eppendorf – Winterhuder Markt – Mundsburg – Hamm) und 18 (Groß Borstel – Eppendorf – Innenstadt – Hofweg – Winterhuder Markt – Lattenkamp) über den Markt. Die Linie 18 wurde 1960 verkürzt, so dass sie den Winterhuder Markt nicht mehr bediente. Bis Ende der 1970er Jahre wurden auch die übrigen Linien der Straßenbahn Hamburg eingestellt, und so fuhr ab 1977 keine Straßenbahn mehr über den Platz.
Mit den Planungen für eine Wiedereinführung der Straßenbahn unter der Bezeichnung Stadtbahn sollte die erste Strecke von Bramfeld nach Altona über den Winterhuder Marktplatz geführt werden. Insbesondere die Streckenführung über die Ohlsdorfer Straße und den Winterhuder Markt stieß bei der Kommunalpolitik und auch beim ADAC auf Kritik. Das Projekt, das bereits in der Phase der Planfeststellung war, wurde jedoch vom Hamburger Senat Ende 2010 eingestellt und seither nicht wieder aufgenommen.

## Kulturdenkmäler

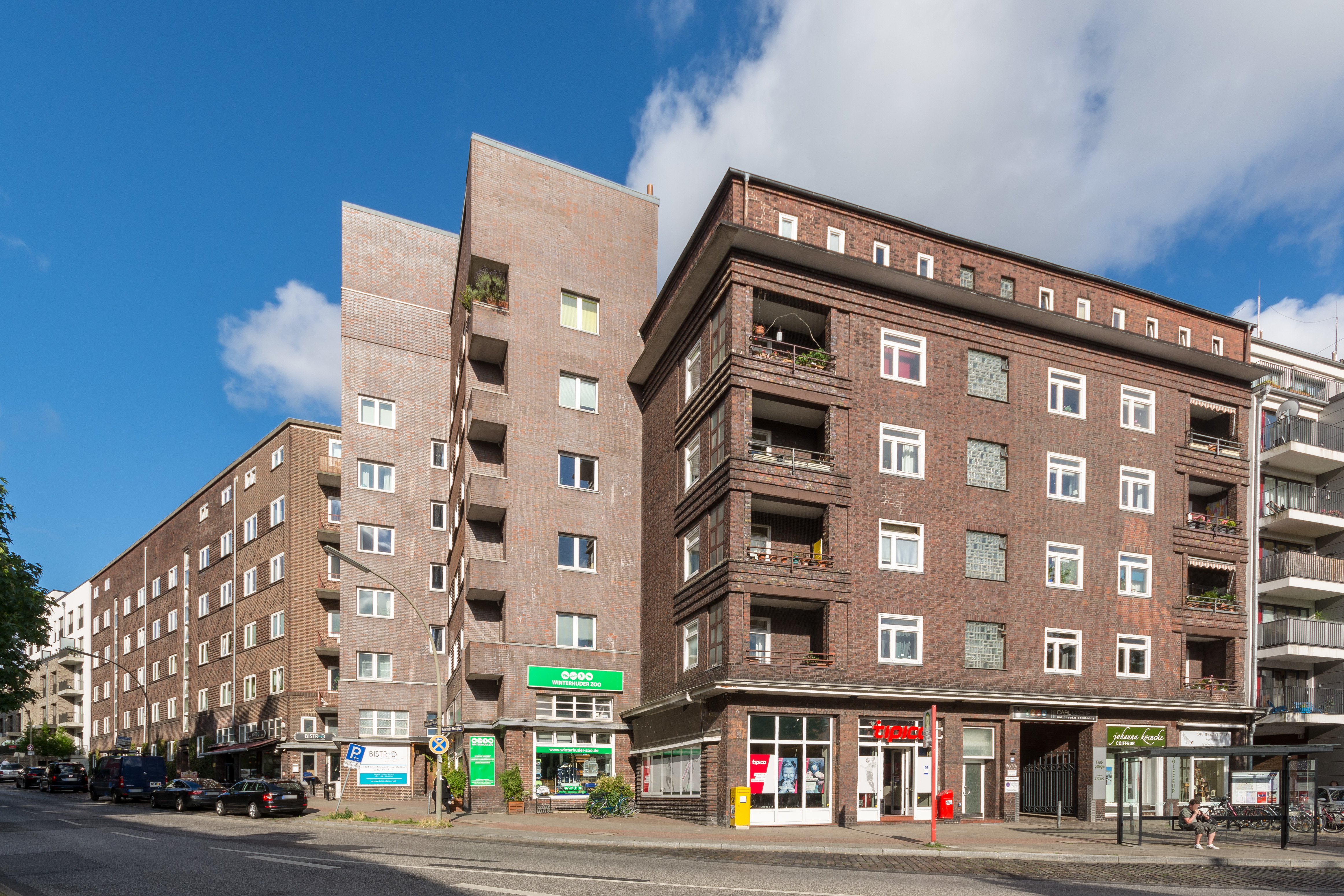
Denkmalgeschützte Eckbebauung zur Ohlsdorfer Straße: Winterhuder Marktplatz 10, erbaut 1927/28 von Fritz Höger für Carl Dransfeld, der hier ein Fotogeschäft betrieb.

Die Gebäude Winterhuder Marktplatz 1, 2 und 10 sind als Kulturdenkmale ausgewiesen (siehe: Liste der Kulturdenkmäler in Hamburg-Winterhude).